# HD 7158
HD 7158，又名BD+44 261，SAO 37023、HR 355，是一颗恒星，视星等为6.11，位于銀經126.82，銀緯-17.37，其B1900.0坐标为赤經1h 6m 46.3s，赤緯+44° -17.37′ 21″。